# Llanura Lelantina

Ubicación de la llanura Lelantina.

La llanura Lelantina (en griego antiguo Ληλάντου πεδίον or Λήλαντον πεδίον) es una llanura fértil de la isla griega de Eubea, que se extiende entre Calcis y Eretria. A finales del siglo VIII a. C. una disputa sobre su posesión fue la causa de la guerra Lelantina.
En la Edad Media se la conocía como Lilanto. Un documento veneciano de 1439 describe una crisis causada por los que detentaban el poder acerca de la forma de irrigarla:

y tantas parcelas de secano se han mantenido, y si las cosas siguen así, el lugar Lilanto, que es la vida de esta isla, se convertirán en una desolación —un lugar que proporciona más utilidad para la Signoria que cualquier otro—, por ser el ojo y el jardín.

Se presume que su nombre procede del río Lelanto (en griego antiguo: Λήλαντος), el actual Lilas (en griego: Λίλας), que discurre a través de la llanura, aunque escoliastas antiguos derivan el nombre de Lelanto, un rey desconocido.